# Jean-Jacques Fauche de Domprel

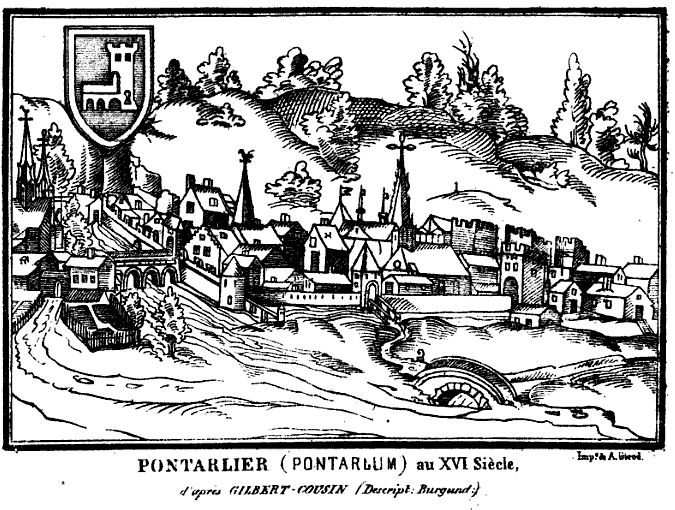
Pontarlier (Frankrijk), destijds Spaans Franche-Comté in het Rooms-Duitse Rijk

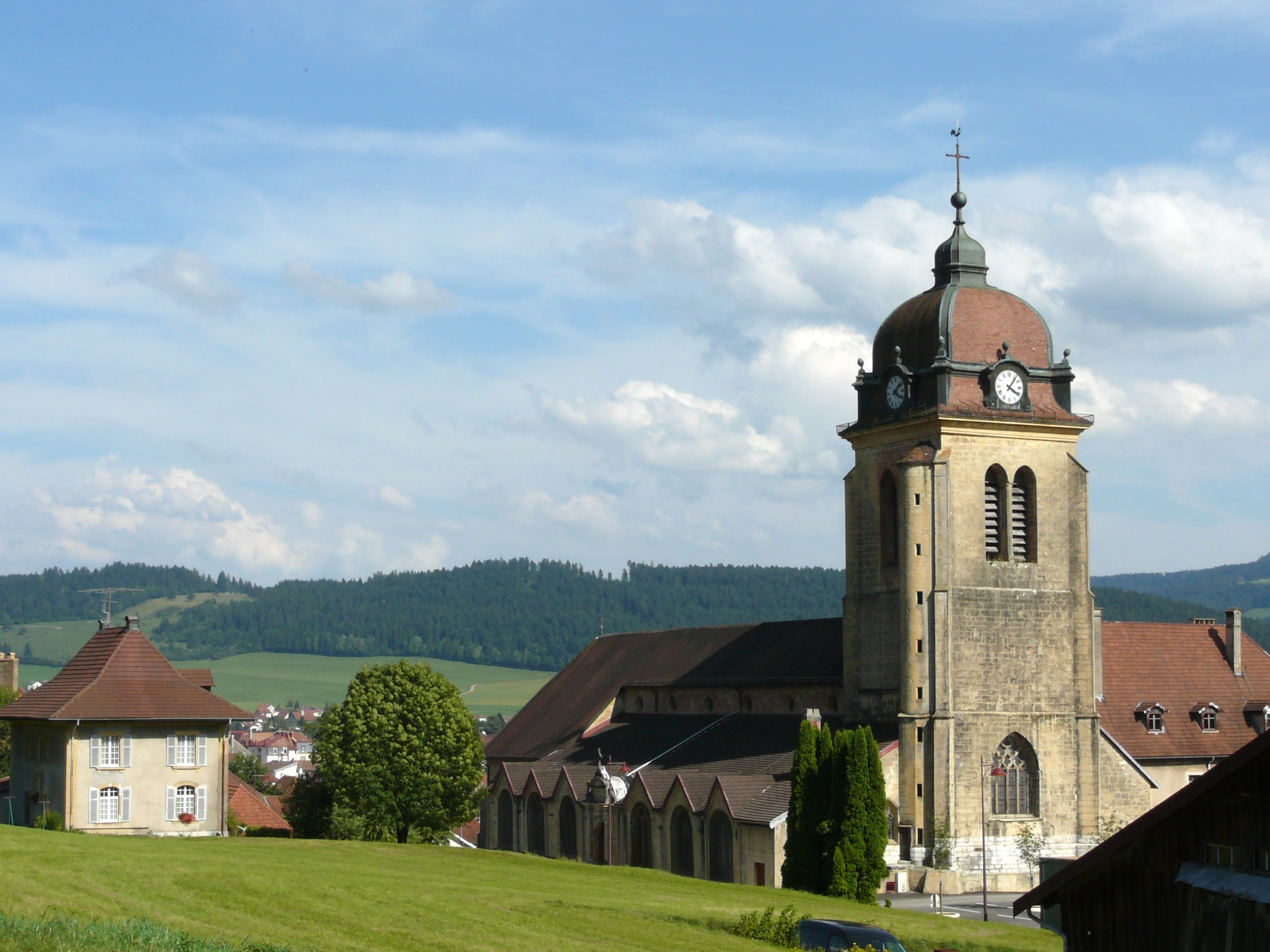
Voormalige kloosterkerk van Morteau (Frankrijk)

Wapenschild van aartsbisschop de Domprel

Jean-Jacques Fauche de Domprel (Pontarlier, circa 1597 – Besançon, 11 maart 1662) was aartsbisschop van Besançon (1661-1662) in het Vrijgraafschap Bourgondië van het Rooms-Duitse Rijk. Hij werd nooit prins-aartsbisschop omwille van tegenkanting vanuit Besançon en vanuit Brussel, in de Spaanse Nederlanden.

## Levensloop

### Compromisfiguur
Domprel groeide op in Pontarlier, in de Vrijstaat Bourgondië. Zijn ouders waren Etienne Fauche de Domprel en Marguerite Richardot; zijn vader was ooit gouverneur van het kasteel van Joux, nabij Pontarlier. Domprel werd geestelijke in een periode dat de koning van Spanje vorst was van het Vrijgraafschap Bourgondië, ook Franche-Comté genoemd. De periode van Spaans Franche-Comté begon in de 16e eeuw doch werd midden de 17e eeuw meermaals onderbroken door Franse bezettingslegers. 
Domprel was benedictijn en prior van het benedictijnenconvent van Morteau; tevens was hij in de aartsbisschoppelijke stad Besançon kanunnik in het kapittel van de kathedraal. In de grafelijke hoofdstad Dole was hij maître de requêtes van het parlement van het vrijgraafschap. Domprel promoveerde later tot deken van het kapittel van de kathedraal.
Op 21 februari 1661 verkoos het kapittel van Besançon hem tot aartsbisschop. De kanunniken verwachtten van hun deken dat hij hun privilegies zou vrijwaren tegen pauselijke invloed. Domprel plooide evenwel meteen voor de pauselijke bemoeienis, wat kwaad bloed zette bij de kanunniken. 

### Intriges in Madrid, Rome en Brussel
De kanunniken kloegen bij koning Filips IV van Spanje in Madrid. Deze laatste, als vrijgraaf van Bourgondië, weigerde Domprel de prinselijke rechten over Besançon toe te kennen. Domprel werd dus géén prins-aartsbisschop. Er restte voor Domprel niets anders over dan een bisschopswijding in het geniep (1 mei 1661) en niet in de kathedraal. De prinselijke rechten – die niet verder gingen dan bestuursrechten over Besançon – kwamen in handen van het stadsbestuur. Het stadsbestuur sloot zich aan bij de Spaansgezinde kanunniken.
De zaak compliceerde in augustus 1661 toen de paus aarzelde de bisschopsverkiezing te erkennen. De aarzeling was er gekomen na druk vanuit Madrid. De Spaansgezinde kanunniken verkozen een nieuwe aartsbisschop: Precipiano, pastoor van Bellevaux. Deze moest echter Besançon verlaten nadat de pausgezinde fractie in het kapittel de overhand kreeg. Precipiano vluchtte naar de Spaanse Nederlanden, naar Brussel. Hij werd raadsheer van Carillo, kapitein-generaal van de Spaanse Nederlanden en Franche-Comté. Domprel leefde ondertussen als aartsbisschop-elect teruggetrokken in Besançon. Vanuit de Spaanse Nederlanden kwam de boodschap dat Precipiano geschikt was als aartsbisschop van Besançon, en dit met goedkeuring van Madrid en Rome. 
Het dispuut stopte evenwel door de dood van Domprel op 11 maart 1662. Zelf werd Precipiano nooit aartsbisschop in Besançon maar werkte hij verder in dienst van de Spaanse landvoogd der Nederlanden; Precipiano werd hiervoor beloond met de bisschopszetels van Brugge en Mechelen.